# Charles-Edmond Chojecki
Charles-Edmond Chojecki (Edmund Franciszek Maurycy Chojecki ou Karol Edmund Chojecki) (prononciation : [xɔˈjɛt͡skʲi], dit « Charles Edmond », né le 15 octobre 1822, à Wiski et mort à Meudon le 1er décembre 1899, est un écrivain et journaliste français de naissance polonaise.

## Biographie
Fils d’Andrzej Xawery Chojecki et de Karolina Tarzycka, Chojecki milite très jeune dans la presse nationaliste de gauche, à Varsovie, où il passe sa jeunesse. Ami du poète Norwid, il contribue au mensuel Przegląd Warszawski) et le mensuel Biblioteka Warszawska, de 1840 à 1842. En 1841, il fonde un journal, l’Écho, qui n’a qu’une courte durée. Il est également secrétaire du conseil d’administration des Dyrekcja Warszawskich Teatrów.
En 1844, ses activités de militant pour la cause polonaise le contraignent, pour échapper à une condamnation politique des autorités russes, à s’exiler en France. Dès l’année suivante, il s’est engagé activement dans les mouvements de gauche européens. 
En 1846, il publie Czechja i Czechowie, sur l’histoire des terres tchèques Il effectue, à l’occasion des révolutions de 1848, de nombreux voyages, souvent politiques, en Europe, notamment comme délégué à la diète révolutionnaire de Prague, d’où il doit s’enfuir, pourchassé par la police autrichienne.
En 1849, il devient rédacteur en chef de la Tribune des peuples, l’hebdomadaire politique romantique-nationaliste radical fondé par le poète polonais Adam Mickiewicz. À ce titre, il est en contact avec de nombreux émigrés russes et allemands de premier plan, comme Alexandre Herzen. La Tribune des peuples paraît de mars à novembre 1849, avec une interruption par la censure du 14 avril au 31 aout 1849.  
Il collabore à la Revue indépendante, co-éditée par George Sand - celle-ci lui restera liée, notamment par correspondance, jusqu'à la fin de sa vie - , ainsi qu’au Peuple et à la Voix du Peuple de Proudhon. Émile de Girardin l’associe également à la création de la Presse.
Lorsque ses activités militantes lui valent d’être interdit de séjour, le 16 mai 1850, il quitte la France, le 26 juin suivant, pour l’Égypte, recommandé par le père Enfantin. Il y rencontre Gustave Flaubert. Il va ensuite en Italie et en Suisse, avant d’être autorisé à revenir en France, en novembre 1852. En novembre 1853, il s’engage dans l’armée turque, pendant la guerre de Crimée mais, malade, la quitte avant le déclenchement des hostilités.
Alors qu’il avait soutenu, jusque dans les années 1850, des idées révolutionnaires-démocrates et utopistes-socialistes, comme dans Rewolucjoniści i stronnictwo wsteczne w r. 1848, il finit par se rapprocher des cercles savants et intégrer l’élite littéraire parisienne, devenant le familier des frères Goncourt. Le prince Napoléon l’emmène comme interprète dans une croisière en Islande sur le Reine Hortense, puis, devenu ministre de l’Algérie, le prend sous sa protection et crée pour lui une place de bibliothécaire dans son ministère.
Naturalisé français le 24 février 1857, il préside le conseil d’administration du journal Le Temps.
En janvier 1862, Napoléon III lui octroie un poste de bibliothécaire-adjoint du Sénat, remplaçant Étienne Gallois. Il occupera ce poste jusqu’à sa mise à la retraite, en janvier 1896. 

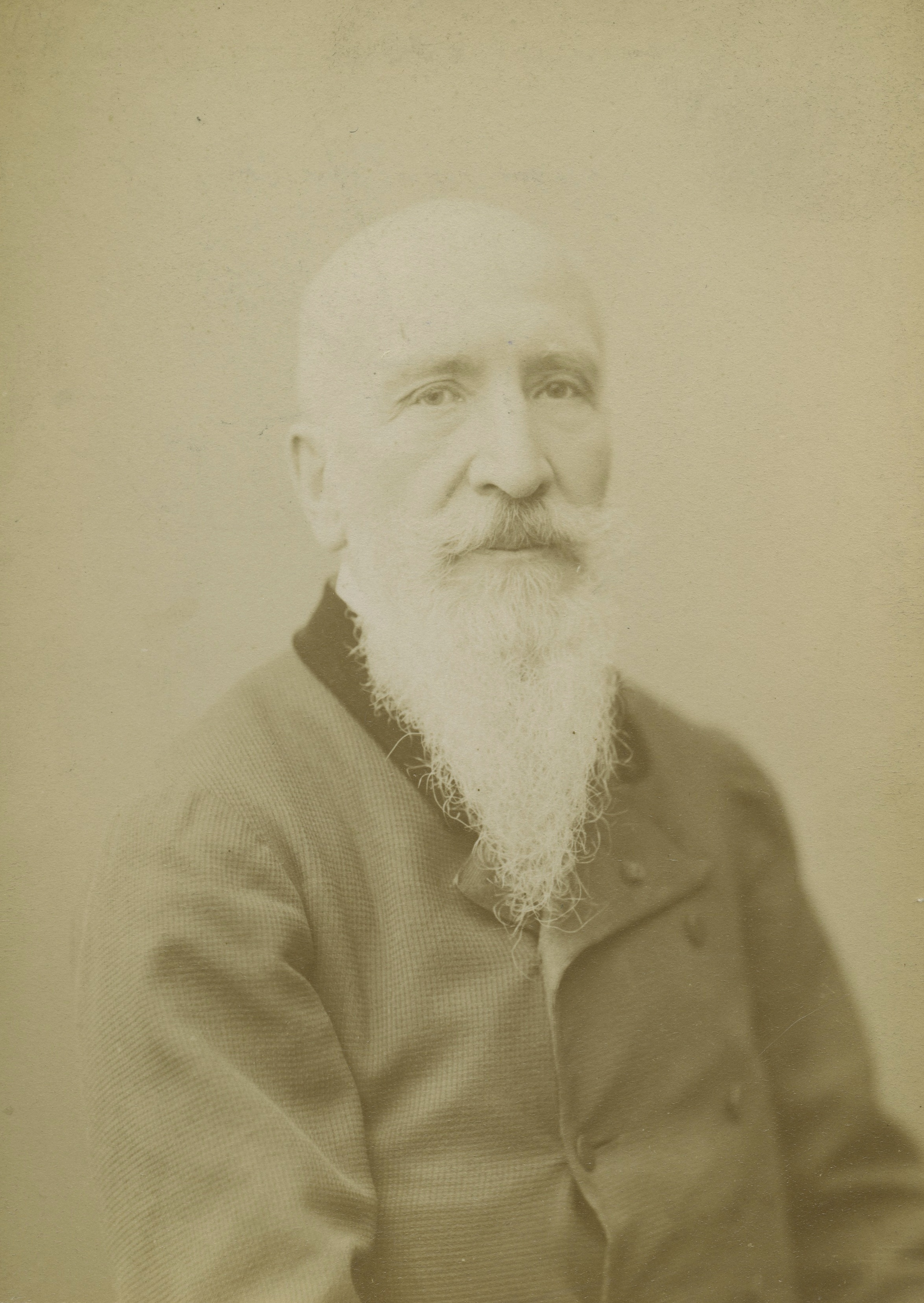

Il est fait chevalier en 1857 puis officier de la Légion d’honneur le 30 juin 1867. La même année, il est commissaire général du vice-roi d’Égypte à l’Exposition universelle de Paris.
En 1899, quand il meurt à son domicile de Bellevue, où il vivait avec son épouse Marguerite Julie Fridrich, il est inhumé au cimetière des Longs Réages de Meudon.

## Œuvre
Sous le nom de plume de « Charles Edmond », il a écrit des romans (Souvenirs d’un dépaysé, 1862 ; Le Neveu du comte Sérédine, 1898 ; etc.) et des pièces de théâtre (Il a notamment collaboré aux comédies d’Adolphe d'Ennery et d’Édouard Foussier).
Il a aussi écrit avec Jules Claretie sous le nom de plume commun de « Jules Tibyl ». On lui doit également le livret de l’Aïeule, avec d’Ennery et du Dompteur, également avec d’Ennery.
Il est l'auteur d’ouvrages sur la Pologne (La Pologne captive et ses trois poètes : Mickiewicz, Krasinski, Slowacki, 1864). Il a lui-même contribué à l’histoire de la littérature polonaise sous la forme d’un roman réaliste, Alkhadar (1854), racontant les vicissitudes d’un conspirateur romantique dans le contexte de la gentry terrienne de la Galice polonaise, ruinée par le capitalisme. 
Il a également traduit en polonais de nombreuses œuvres en langue française, dont le célèbre roman fantastique de Jan Potocki, Manuscrit trouvé à Saragosse (1847). Après que les sections du roman de Potocki ont été perdues, d’autres fragments ayant été publiés séparément en 1804 et 1813-14, les sections manquantes ont pu être restaurées grâce à la rétro-traduction en français de la traduction polonaise de Chojecki.